# Kannan
För andra betydelser, se Kanna.
Kannan! var ett svenskt barnprogram som sändes i SVT mellan 1996 och 2002 och byggde på den av Sveriges mejeriers sponsrade tävling Mjölkkannan, där sjätteklassare tävlar mot varandra i friidrottsgrenarna längdhopp, kulstötning och stafettlöpning samt kostkunskap. I programmet förekom även kunskaps-, samarbets- och koordinationstävlingar i grafiska virtuella miljöer. Vinnarpriset var en kanna. 
Programledare var Henrik Johnsson och Alice Bah Kuhnke (1996 och 1997), Henrik Johnsson och Elisabeth Dahlén (1998), Fredrik Berling och Åsa Danielson (1999) samt Fredrik Berling och Minoo Bigner (2000 och 2001). Kannan producerades av Egil Sjölander produktion/Semionetix AB, Eric Jörgensen TV AB och SVT.
Huvudsponsor var Arla. De tävlande barnen kläddes i röd-vita respektive grön-vita tröjor enligt designen av Arlas mjölkpaket. Granskningsnämnden för radio och TV ansåg att tröjornas design innebar ett omotiverat gynnande av Arla.
År 2001 släpptes en CD-rom för PC baserad på TV-programmet av Levande Böcker. Berättare på skivan är Fredrik Berling.